# 杉本功
杉本 功（すぎもと いさお）は、日本の男性アニメーター、キャラクターデザイナーである。スタジオコクピットに長年所属していたが、現在はフリーランスの立場で活動している。

## 参加作品

### テレビアニメ
1988年
- それいけ!アンパンマン（1988年 - 、動画）

1989年
- ドラゴンボールZ（1989年 - 1996年、原画）
- 桃太郎伝説 PEACHBOY LEGEND（1989年 - 1890年、動画）

1991年
- ゲッターロボ號（1991年 - 1992年、原画）

1992年
- 姫ちゃんのリボン（1992年 - 1993年、原画）

1996年
- 名探偵コナン（1996年 - 、原画）
- セイバーマリオネットJ（1996年 - 1997年、原画）

1997年
- ポケットモンスター（1997年 - 2002年、原画）

1998年
- 超速スピナー（1998年 - 1999年、原画）

2000年
- だぁ!だぁ!だぁ!（2000年 - 2002年、作画監督）
- ストレンジドーン（原画）

2001年
- こみっくパーティー（原画）

2002年
- 藍より青し（作画監督）
- プリンセスチュチュ（原画）

2003年
- 魔法遣いに大切なこと（作画監督・原画・ED原画）
- らいむいろ戦奇譚（原画・ED原画）
- クロノクルセイド（2003年 - 2004年、原画）
- R.O.D -THE TV-（2003年 - 2004年、作画監督・レイアウト作画監督補佐）
- 藍より青し〜縁〜（作画監督）

2004年
- DearS（作画監督・ED原画）
- 忘却の旋律（原画・OP原画）
- BLEACH（2004年 - 2012年、OP原画）

2005年
- LOVELESS（作画監督）
- ハチミツとクローバー（作画監督・原画）
- 苺ましまろ（原画）
- 灼眼のシャナ（2005年 - 2006年、作画監督・原画・OP原画）
- アニマル横町（2005年 - 2006年、OP原画）
- BLOOD+（2005年 - 2006年、原画）

2006年
- ARIA The NATURAL（原画）
- しにがみのバラッド。（OP原画）
- ゼロの使い魔（作画監督・原画・OP原画）
- ギャラクシーエンジェる〜ん（OP原画・ED原画）
- 夜明け前より瑠璃色な（原画）
- オーバン・スターレーサーズ（2006年 - 2007年、メカニック・プロップデザイン）

2007年
- MOONLIGHT MILE -Lift off-（キャラクターデザイン・総作画監督）
- MOONLIGHT MILE -Touch down-（キャラクターデザイン・総作画監督・作画監督・原画）
- スケッチブック 〜full color's〜（キャラクターデザイン・総作画監督・OP作画監督・ED作画監督）
- 灼眼のシャナII -Second-（2007年 - 2008年、原画・OP作画監督）

2008年
- シゴフミ（作画監督・OP原画）
- 君が主で執事が俺で（原画）
- ARIA The ORIGINATION（作画監督）
- スレイヤーズREVOLUTION（作画監督・アイキャッチ）
- ネットゴーストPIPOPA（原画）
- とある魔術の禁書目録（OP原画）
- ケメコデラックス!（キャラクターデザイン・総作画監督・作画監督・OP作画監督・ED作画監督・原画）

2009年
- 鉄腕バーディー DECODE:02（作画監督補佐）
- ハヤテのごとく!!（OP原画）
- 初恋限定。（原画）
- ファイト一発! 充電ちゃん!!（総作画監督・作画監督・OP原画）
- とある科学の超電磁砲（OP原画）
- にゃんこい!（OP原画）
- そらのおとしもの（ポスター原画）
- キディ・ガーランド（2009年 - 2010年、作画監督・原画・ED原画）

2010年
- 聖痕のクェイサー（総作画監督・作画監督・作画監督補佐・OP作画監督・ED作画監督）
- 迷い猫オーバーラン!（原画）
- アマガミSS（総作画監督・作画監督・作画監督補佐・原画）
- ポケットモンスター ベストウイッシュ（2010年 - 2012年、原画）
- そらのおとしものf（原画）
- バクマン。（2010年 - 2011年、原画）
- 侵略!イカ娘（原画）
- とある魔術の禁書目録II（OP原画）

2011年
- 戦国乙女〜桃色パラドックス〜（OP原画）
- 聖痕のクェイサーII（キャラクターデザイン・総作画監督）
- もしドラ（原画）
- よんでますよ、アザゼルさん。（原画）
- 輪るピングドラム（原画・スペシャル・アニメーション原画・OP原画）
- BLOOD-C（原画）
- 真剣で私に恋しなさい!（作画監督）
- たまゆら〜hitotose〜（作画監督・原画）
- ベン・トー（総作画監督・作画監督補佐・ED作画監督・アイキャッチ）
- 灼眼のシャナIII -Final-（原画・OP原画・ED原画）
- 侵略!?イカ娘（原画）

2012年
- ゼロの使い魔F（ED原画）
- モーレツ宇宙海賊（原画）
- 妖狐×僕SS（ED作画監督）
- 謎の彼女X（原画）
- この中に1人、妹がいる!（OP原画）
- カンピオーネ!（OP原画）
- 薄桜鬼 黎明録（原画）
- えびてん 公立海老栖川高校天悶部（原画）
- ガールズ&パンツァー（2012年 - 2013年、キャラクターデザイン・総作画監督・作画監督・原画・OP作画監督・ED作画監督・OP原画）
- ジョジョの奇妙な冒険（原画）

2013年
- 銀河機攻隊 マジェスティックプリンス（ED原画）
- よんでますよ、アザゼルさん。Z（原画）
- 戦姫絶唱シンフォギアG（総作画監督・作画監督・OP作画監督）
- リトルバスターズ! 〜Refrain〜（OP原画）
- 機巧少女は傷つかない（作画監督）

2015年
- 電波教師（キャラクターデザイン）

2016年
- ばくおん!!（キャラクターデザイン・総作画監督・OP作画監督）
- レガリア The Three Sacred Stars（作画監督補佐、OP原画）
- 斉木楠雄のΨ難（OP原画）

2017年
- 終末なにしてますか? 忙しいですか? 救ってもらっていいですか?（作画監督）

2022年
- ラブライブ!虹ヶ咲学園スクールアイドル同好会（第2期、OP原画）

### 劇場アニメ
1994年
- 幽☆遊☆白書 冥界死闘篇 炎の絆（原画）

2009年
- テイルズ オブ ヴェスペリア 〜The First Strike〜（原画）

2013年
- コードギアス 亡国のアキト 第2章 引き裂かれし翼竜（原画）

2015年
- ガールズ&パンツァー 劇場版（キャラクターデザイン・総作画監督・作画監督・原画）

2019年
- バースデー・ワンダーランド（原画）

### OVA
1991年
- 捜獣戦士 サイキック・ウォーズ（動画チェッカー）

1998年
- クイーン・エメラルダス（原画）

2003年
- アーリーレインズ（原画）

2005年
- 撲殺天使ドクロちゃん（原画・OP原画）

2010年
- ムダヅモ無き改革 -The Legend of KOIZUMI-（原画・OPアニメーション作画）
- たまゆら（原画）

2012年
- Aチャンネル+smile（ED原画）
- +チック姉さん（OP原画）
- わんおふ -one off-（バイク作画監督）

2013年
- アークIX（原画）

2014年
- ガールズ&パンツァー これが本当のアンツィオ戦です!（キャラクターデザイン・総作画監督）

2017年
- ガールズ&パンツァー 最終章（2017年 - 、キャラクターデザイン・総作画監督）

### Webアニメ
- +チック姉さん（2011年、原画）
- SUPER SHIRO（2020年、原画）

### ゲーム
- マリカ 〜真実の世界〜（1997年、原画）
- コスモウォーリアー零（2000年、作画監督）